# تقويم بوذي
يستخدم التقويم البوذي في كمبوديا، لاوس، تايلند، وميانمار (بورما سابقاً) وفي سريلانكا، وعدد أيام شهوره هي إما 29 يوم أو 30 يوم. يعتمد التقويم البوذي على القمر والشمس في تحديد التاريخ أي أنه قمري شمسي.

## أسماء الشهور البوذية
| حسب اللغة السنسكريتية فإن أسماء الشهور بالترتيب هي: - كيترا - فيساخا - جيسثا - أشادا - سرافان - بهادرابادا، - أسفينا - كارتيكا - مارجاسرشا - بوشا - ماغا - فالجانا | أما حسب اللغة البورمية القديمة فإن أسماء الشهور بالترتيب هي: - تاجو - كاسون - نايون - واسو - واجانج - تاوثالن - ثادنجيت - تارزونجمون - ناتداو - بيادو - تابودو - تابونج |